# Елементарна школа Ксенії Борисівни Егіз
Елементарна школа Ксенії Борисівни Егіз — приватна школа 3-го розряду, що діяла в Сімферополі з 1880 по 1914 роки.

## Історія
Школа була відкрита в 1880 році випускницею Сімферопольської жіночої казенної гімназії Ксенією Егіз, яка успішно витримала в жовтні того ж року іспити на отримання звання сільської вчительки при Сімферопольській чоловічій казенній гімназії.
У своїй доповідній записці про відкриття школи на ім'я міністра народної освіти К. Егіз писала: 
|  | «Бачачи турботу багатьох про виховання молоді й ознайомившись зі зростаючим прагненням найбіднішого населення до вивчення вітчизняної мови і грамоти, я вирішила всі роки свого життя <... > присвятити вчительській праці. |

Спочатку школа розташовувалася на вул. Турецькій, а в 1898 році була переведена до будинку Ланге на розі вулиць Петропавлівської і Салгирної. У 1913 році школа розміщувалася на вул. Малобазарній в будинку сімферопольського рабина А. Тирмоса.
Сама школа була «змішаного» виду — в ній навчалися дівчатка і хлопчики караїмського, юдейського, християнського, а з 1897 року і мусульманського віросповідань. При ній були створені учнівська та вчительська бібліотеки. Навчання проходило на платній основі: від 3 до 5 руб. в місяць з людини. У той же час 10-12 учнів навчалося в школі безкоштовно. Школа складалася з чотирьох відділень (класів), які відкривалися поступово. Курс навчання становив два роки. Крім загальноосвітніх предметів, в школі також викладалися рукоділля, музика, танці і «Закон Божий», який вели представники православного духовенства При школі здійснювалася підготовка дітей для надходження в 3-й клас гімназії. У березні 1899 року К. Егіз при школі організувала духовий оркестр з учнів школи та інших дітей. Для розвитку творчих здібностей учнів у школі один раз в три тижні влаштовувалися вокально-літературні вечори. Крім загальноосвітніх предметів К. Егіз викладала музику, вишивання, рукоділля, акомпанувала своїм учням на фортепіано. Під її керівництвом регулярно влаштовувалися виставки робіт учнів, цікаві читання, вистави для учнів і батьків. Число учнів в школі постійно зростала і дійшла до 80 осіб.
Міська влада надавали навчальному закладу всебічну підтримку: з 1884 року Сімферопольською міською думою виділялися субсидії (до 150 руб. щорічно), фінансувалося навчання трьох стипендіатів. При школі діяв пансіон. За помірну плату в наданій К. Егіз квартирі проживало 2-3 вихованця школи.
За час існування школи К. Егіз підготувала для вступу до середніх навчальних закладів не одну сотню дітей, в тому числі близько 200 абсолютно безкоштовно. У 1904 році учнями сімферопольської чоловічої і жіночої казенних гімназій, а також Сімферопольського Миколи II реального училища стали 30 випускників школи К. Егіз. Школа К. Егіз зіграла велику роль у справі поширення освіти і культури серед караїмів Криму . Багато сімей до відкриття шкіл вели патріархальний спосіб життя, користувалися в побуті тільки рідною караїмською мовою, побоювалися посилати дітей до російських шкіл.
Школа припинила свою діяльність в 1914 році з огляду на вихід К. Егіз на пенсію за свою 35-річну вчительську роботу.